# Donatas Tarolis
Donatas Tarolis (Gargždai, 30 de março de 1994) é um basquetebolista profissional lituano que atualmente defende o Lietkabelis. O atleta possui 2,02m de altura, pesa 91 kg e atua na posição ala.